# ناهول بوستاس
ناهول بوستاس (بالإسبانية: Nahuel Bustos) (1 يناير 1998 بقرطبة في الأرجنتين - ) هو لاعب كرة قدم أرجنتيني من اصل سوري يلعب في مركز مهاجم ‏.

## روابط خارجية
- ناهول بوستاس على موقع قاعدة بيانات كرة القدم.إي يو (الإنجليزية)
- ناهول بوستاس على موقع ليكيب (الفرنسية)
- ناهول بوستاس على موقع Soccerway.com (الإنجليزية)
- ناهول بوستاس على موقع عالم كرة القدم.نت (الإنجليزية)